# Jenny Rissveds
Jenny Rissveds (Falun, 6 giugno 1994) è una mountain biker, ciclista su strada e ciclocrossista svedese, medaglia d'oro nel cross country ai Giochi olimpici di Rio de Janeiro 2016. Gareggia con i team 31 Ibis Cycles Continental e (su strada) Team Coop-Hitec Products.

## Carriera
Dopo buoni risultati colti nella categoria Juniores (spicca il titolo europeo 2012 di cross country), nella stagione 2013, la prima con il team Scott di Thomas Frischknecht, Rissveds vince due prove di Coppa del mondo di cross country eliminator e il titolo europeo di specialità a Berna. Nel 2015 si aggiudica tutte e sei le prove di Coppa del mondo Under-23 di cross country e la classifica finale della manifestazione; in stagione è anche bronzo di specialità ai campionati del mondo di Vallnord.
Il 3 luglio 2016 diventa campionessa del mondo di cross country Under-23 nella rassegna iridata di Nové Město na Moravě. Il 20 agosto subito seguente vince la gara di cross country ai Giochi olimpici di Rio de Janeiro, imponendosi per distacco su Maja Włoszczowska e Catharine Pendrel; diventa così, appena ventiduenne, la più giovane medaglia d'oro olimpica di specialità.
Dopo il titolo olimpico affronta un periodo di depressione, e nelle stagioni 2017 e 2018 è sostanzialmente inattiva. Torna alle gare nel 2019 con una nuova squadra, il Team 31 fornito Specialized: durante l'anno ottiene due successi in Coppa del mondo, uno nel cross country e uno nella versione Short track.
Nel 2021 torna ai Giochi olimpici, a Tokyo, classificandosi quattordicesima nella prova di cross country vinta da Jolanda Neff; in stagione è anche terza in Coppa del mondo di specialità.
Nel 2024, alle Olimpiadi di Parigi, vince la medaglia di bronzo, classificandosi terza nella prova di cross country vinta da Pauline Ferrand-Prévot.

## Palmarès

### Mountain biking
- 2010 (Juniores)

Campionati svedesi, Cross country Junior
- 2012 (Juniores)

3ª prova Coppa del mondo, Cross country eliminator (La Bresse)
Campionati europei, Cross country Junior
Campionati svedesi, Cross country
Bike Festival Saalhausen, prova MTB-Bundesliga, Cross country eliminator (Lennestadt/Saalhausen)
- 2013 (Scott-Swisspower MTB Racing)[2]

2ª prova Coppa del mondo, Cross country eliminator (Nové Město na Moravě)
Campionati europei, Cross country eliminator
Campionati svedesi, Cross country eliminator
Campionati svedesi, Cross country
5ª prova Coppa del mondo, Cross country eliminator (Hafjell)
Campionati svedesi, Downhill
- 2014 (Scott-Odlo MTB Racing Team)[2]

1ª prova Coppa del mondo, Cross country Under-23 (Pietermaritzburg)
Vårgårda CK MTB, Cross country (Vårgårda)
Campionati svedesi, Cross country eliminator
Campionati svedesi, Cross country
5ª prova Coppa del mondo, Cross country eliminator (Windham)
- 2015 (Scott-Odlo MTB Racing Team)[2]

Vårgårda CK MTB, Cross country (Vårgårda)
1ª prova Coppa del mondo, Cross country Under-23 (Nové Město na Moravě)
2ª prova Coppa del mondo, Cross country Under-23 (Albstadt)
3ª prova Coppa del mondo, Cross country Under-23 (Lenzerheide)
Sportson MTB Race, Cross country (Tibro)
Campionati svedesi, Cross country eliminator
Campionati svedesi, Cross country
4ª prova Coppa del mondo, Cross country Under-23 (Mont-Sainte-Anne)
5ª prova Coppa del mondo, Cross country Under-23 (Windham)
6ª prova Coppa del mondo, Cross country Under-23 (Val di Sole)
- 2016 (Scott-Odlo MTB Racing Team)[2]

2ª prova Internazionali d'Italia Series, Cross country (Milano)
Klippingracet, Cross country (Säter)
2ª prova SRAMLiga, Cross country (Næstved)
Vårgårda CK MTB, Cross country (Vårgårda)
Campionati del mondo, Cross country Under-23
4ª prova Coppa del mondo, Cross country (Lenzerheide)
Campionati svedesi, Cross country
Giochi olimpici, Cross country
- 2017 (Scott-SRAM MTB Racing Team)[2]

1ª prova Swiss Bike Cup, Cross country (Rivera)
Campionati svedesi, Cross country
- 2018 (Scott-SRAM MTB Racing Team)

Campionati svedesi, Cross country
- 2019 (Team 31)[2]

Klippingracet, Cross country (Säter)
Campionati svedesi, Cross country
6ª prova Coppa del mondo, Cross country (Lenzerheide)
7ª prova Coppa del mondo, Cross country short track (Snowshoe)
- 2020 (Team 31)[2]

Campionati svedesi, Cross country
- 2021 (Team 31:Outride)[2]

Campionati svedesi, Cross country eliminator
Campionati svedesi, Cross country
5ª prova Coppa del mondo, Cross country short track (Lenzerheide)
- 2022 (Team 31:Outride)[2]

3ª prova Internazionali d'Italia Series, Cross country (Capoliveri)
Gothenburg MTB Race, Cross country (Göteborg)
3ª prova Coppa del mondo, Cross country eliminator short track (Falun)
Lugnet XCO, Cross country (Falun)
5ª prova Coppa del mondo, Cross country short track (Lenzerheide)
Campionati svedesi, Cross country short track
Campionati svedesi, Cross country
- 2023 (Team 31 Ibis Cycles Continental)[2]

Gothenburg MTB Race, Cross country (Göteborg)
2ª prova Coppa del mondo, Cross country short track (Lenzerheide)
- 2024 (Team 31 Ibis Cycles Continental)[2]

Coppa del mondo, Cross country (Maripora)
Campionati svedesi, Cross country

### Strada
- 2010 (Juniores)

5ª tappa U6 Cycle Tour (cronometro)
- 2011 (Juniores)

Campionati svedesi, Prova a cronometro Juniores
- 2022 (due vittorie)

2ª tappa Gracia-Orlová (Lichnov > Lichnov)
Campionati svedesi, Prova in linea
- 2023 (Team Coop - Hitec Products, tre vittorie)

3ª tappa Gracia-Orlová (Havířov > Havířov)
Classifica generale Gracia-Orlová
Campionati svedesi, Prova a cronometro

### Ciclocross
- 2015-2016[6]

Campionati svedesi, Elite
Stockholm Cyclo Cross (Stoccolma)
- 2016-2017[6]

Campionati svedesi, Elite

## Piazzamenti

### Competizioni mondiali
- Campionati del mondo di mountain bike

Champéry 2011 - Cross country Juniors: 21ª
Pietermaritzburg 2013 - Cross country Under-23: 6ª
Lillehammer-Hafjell 2014 - Cross c. eliminator: 4ª
Lillehammer-Hafjell 2014 - Cross c. Under-23: ritirata
Vallnord 2015 - Staffetta a squadre: 7ª
Vallnord 2015 - Cross country Under-23: 3ª
Nové Město 2016 - Staffetta a squadre: 12ª
Nové Město 2016 - Cross c. Under-23: vincitrice
Mont-Sainte-Anne 2019 - Cross c. Elite: 16ª
Leogang 2020 - Cross country Elite: ritirata
Val di Sole 2021 - Cross country short track: 8ª
Val di Sole 2021 - Cross country Elite: non partita
Les Gets 2022 - Cross country short track: ritirata
Vallnord 2024 - Cross country short track: 3ª
Vallnord 2024 - Cross country Elite: 19ª
- Coppa del mondo di mountain bike

2013 - Cross country Under-23: 5ª
2014 - Cross country Under-23: 3ª
2015 - Cross country Under-23: vincitrice
2016 - Cross country Elite: 4ª
2017 - Cross country Elite: 59ª
2019 - Cross country Elite: 8ª
2021 - Cross country Elite: 3ª
2022 - Cross country Elite: 7ª
2022 - Cross country short track: 5ª
2022 - Cross country eliminator: 13ª
- Giochi olimpici

Rio de Janeiro 2016 - Cross country: vincitrice
Tokyo 2020 - Cross country: 14ª
Parigi 2024 - Cross country: 3ª
- Campionati del mondo su strada

Copenaghen 2011 - Cronometro Juniors: 32º
Copenaghen 2011 - In linea Juniors: ritirata
Glasgow 2023 - In linea Elite: non partita

### Competizioni europee
- Campionati europei di mountain bike

Dohňany 2011 - Cross country Juniors: 4ª
Mosca 2012 - Cross country Juniors: vincitrice
Berna 2013 - Cross country eliminator: vincitrice
Berna 2013 - Cross country Under-23: 2ª
St. Wendel 2014 - Cross country eliminator: 4ª
Huskvarna 2016 - Cross country Under-23: 2ª
- Giochi europei

Baku 2015 - Cross country: 8ª